# Reproducción

Ciclo de la reproducción sexual

La reproducción es un proceso biológico que puede ser sexual o asexual, que permite la formación de nuevos individuos, y es una propiedad común de todas las formas de vida conocidas con el propósito de preservar las especies.

## Autoperpetuación
Una de las características fundamentales de los seres vivos es la capacidad de reproducirse, de generar nuevos seres vivos con características similares a ellos mismos.
Las estrategias y estructuras que emplean los seres vivos para cumplir con la función de reproducción son diversas. Dentro de esta amplia gama de estrategias, es posible encontrar especies con reproducción sexual que producen una enorme cantidad de huevos, como la mayoría de los peces, con el fin de asegurarse de que algunos lleguen a adultos. Otras especies, como el albatros o la ballena, generan una única cría por cada etapa reproductiva, a la que cuidan intensamente por largos períodos de tiempo, esto disminuye las posibilidades de muerte y aumenta las probabilidades de continuidad de la especie.
En la naturaleza podemos encontrar grupos de especímenes que combinan tanto la reproducción sexual como la asexual, tal es el caso de las plantas, que, además de reproducirse sexualmente, se reproducen asexualmente mediante brotes, tallos rastreros, raíces subterráneas, etc. Las estrategias reproductivas de otros organismos pueden ser la regeneración de partes perdidas del cuerpo, como las estrellas de mar y algunas especies de lagartijas; por otra parte, una gran cantidad de especies, se dividen asexualmente infinidad de veces, originando una gran cantidad de descendientes, como es el caso de la mayoría de los organismos unicelulares.

## Tipos

1.- Meiosis; 2.- Mitosis; 3.- Proceso sexual (recombinación). A.- La meiosis conduce a la formación de esporas (plantas); B.- La meiosis conduce a la formación de gametos (p.ej. en animales); C.- La meiosis es seguida de inmediato por la formación de un cigoto (p.ej. en humanos).

El proceso de reproducción de los seres vivos es una de sus características más importantes. Crea organismos nuevos que pueden reemplazar a los que se hayan dañado o muerto. Existen dos tipos básicos: asexual y sexual.

### Reproducción asexual
La reproducción asexual está relacionada con el mecanismo de división mitótica. Se caracteriza por la presencia de un único progenitor, el cual en parte o en su totalidad se divide y origina uno o más individuos con idéntica información genética. En este tipo de reproducción no intervienen células sexuales o gametos y casi no existen diferencias entre los progenitores y sus descendientes; las ocasionales diferencias son causadas por mutaciones.
En la reproducción asexual un solo organismo es capaz de originar otros individuos nuevos que son copias exactas del progenitor desde el punto de vista genético. Un claro ejemplo de reproducción asexual es la división de las bacterias en dos células hijas que son genéticamente idénticas. En general, es la formación de un nuevo individuo a partir de células maternas sin que exista meiosis, formación de gametos o fecundación. Por lo tanto, no hay intercambio de material genético (ADN). El ser vivo engendrado respeta las características y cualidades de sus progenitores.
- Ejemplos en animales

La reproducción asexual se encuentra en casi la mitad de los filos de los animales. La partenogénesis ocurre en el tiburón martillo y el tiburón punta negra. En ambos casos los tiburones habían alcanzado la madurez sexual en cautiverio en ausencia de machos, y en ambos casos se demostró que las crías eran genéticamente idénticas a las madres. El látigo de Nuevo México es otro ejemplo.
Algunos reptiles utilizan el sistema de determinación de sexo ZW, que produce machos (con cromosomas sexuales ZZ) o hembras (con cromosomas sexuales ZW o WW). Hasta 2010 se pensaba que el sistema cromosómico ZW utilizado por los reptiles era incapaz de producir descendencia WW viable, pero se descubrió que una boa constrictor hembra (ZW) había producido descendencia hembra viable con cromosomas WW. La boa hembra podría haber elegido cualquier número de parejas masculinas (y lo había hecho con éxito en el pasado) pero en estas ocasiones se reprodujo asexualmente creando 22 crías hembras con cromosomas sexuales WW.
La poliembrionía es una forma generalizada de reproducción asexual en animales, mediante la cual el óvulo fertilizado o una etapa posterior del desarrollo embrionario se divide para formar clones genéticamente idénticos. Dentro de los animales, este fenómeno se ha estudiado mejor en los himenópteros parásitos. En los armadillos de 9 bandas este proceso es obligatorio y suele dar lugar a cuatrillizos genéticamente idénticos. En otros mamíferos el hermanamiento monocigótico no tiene una base genética aparente, aunque su aparición es común. Actualmente hay al menos 10 millones de gemelos y trillizos humanos idénticos en el mundo.
Los rotíferos bdelloides se reproducen exclusivamente asexualmente y todos los individuos de la clase Bdelloidea son hembras. La asexualidad evolucionó en estos animales hace millones de años y ha persistido desde entonces. Existe evidencia que sugiere que la reproducción asexual ha permitido a los animales desarrollar nuevas proteínas a través del efecto Meselson que les han permitido sobrevivir mejor en períodos de deshidratación. Los rotíferos bdelloides son extraordinariamente resistentes al daño de la radiación ionizante debido a las mismas adaptaciones que conservan el ADN que se utilizan para sobrevivir a la inactividad. Estas adaptaciones incluyen un mecanismo extremadamente eficiente para reparar roturas de doble hebra del ADN. Este mecanismo de reparación se estudió en dos especies de Bdelloidea, Adineta vaga y Philodina roseola y parece implicar la recombinación mitótica entre regiones de ADN homólogas dentro de cada especie.
La evidencia molecular sugiere fuertemente que varias especies del género de insectos palo Timema han utilizado solo la reproducción asexual (partenogenética) durante millones de años, el período más largo conocido para cualquier insecto.
En el género Aptinothrips de Thripidae de la hierba ha habido varias transiciones hacia la asexualidad, probablemente debido a diferentes causas. [44]

### Reproducción sexual
En la reproducción sexual la información genética de los descendientes está conformada por el aporte genético de ambos progenitores mediante la fusión de las células sexuales o gametos; es decir, la reproducción sexual es fuente de variabilidad genética.
La reproducción sexual necesita la interacción de un cromosoma: genera tanto gametos masculinos como femeninos o dos individuos, siendo de sexos diferentes o también hermafroditas. Los descendientes producidos como resultado de este proceso biológico serán fruto de la combinación del ADN de ambos progenitores y, por tanto, serán genéticamente distintos a ellos. Esta forma de reproducción es la más frecuente en los organismos complejos. En este tipo de reproducción participan dos células haploides originadas por meiosis, los gametos, que se unirán durante la fecundación.
Desventajas 

- Normalmente requiere la presencia de un segundo individuo. Para evitar este problema, a veces se ha convertido en partenogénesis , multiplicación a partir de huevos sin pareja y, por lo tanto, sin fertilización, en el caso de pulgones, dafnias , etc. Un animal aislado que descubra un nuevo territorio no podrá propagar la especie, a menos que, por supuesto, sea una hembra fertilizada.
- A menudo hay que buscar a esta pareja, lo que puede ser difícil o peligroso, por ejemplo, los machos de la misma especie a menudo tienen que luchar entre sí para conquistar a las hembras.
- La reproducción supone en ocasiones competencia entre machos o hembras, por lo tanto competencia. Esto puede requerir recursos adicionales, una disminución de la vigilancia frente a los depredadores, a veces lesiones o la muerte.
- En caso de apareamiento existe el riesgo de intercambio de agentes infecciosos: bacterias, virus, hongos, varios parásitos, etc.
- Se deben producir muchos gametos y, en el caso de los machos, a menudo se pierden.
- Mayor complejidad del genoma que debe desarrollar dos versiones diferentes pero compatibles: una masculina y otra femenina dentro de cada individuo (dos alelos de ambos padres). Además, la especie se ve obligada a un proceso evolutivo más lento para mantener la compatibilidad, donde los individuos asexuales pueden mutar mucho más rápido para adaptarse a cambios como muchas bacterias y virus.
- Reducción de la diversidad de organismos vivos reducida a unas pocas especies comunes, en lugar de "individuos asexuales" todos radicalmente diferentes evolucionando por separado a lo largo del tiempo en tantas ramas evolutivas como seres vivos sin las limitaciones vinculadas a la especie. Así, todos los individuos similares de la misma especie tienen todos los mismos "puntos débiles", que pueden precipitar el fin de toda la especie en poco tiempo, por el cambio climático o un nuevo depredador.
- La mezcla genética resultante de la reproducción es una ventaja para la especie (ya que un día u otro reúne los mejores genes) pero es una gran desventaja para el individuo. Nada dice que la combinación de sus genes con los provenientes del otro socio (incluso seleccionado) no dará como resultado individuos deficientes. Este es el caso de todas las enfermedades genéticas recesivas, invisibles en los padres.

#### Reproducción humana

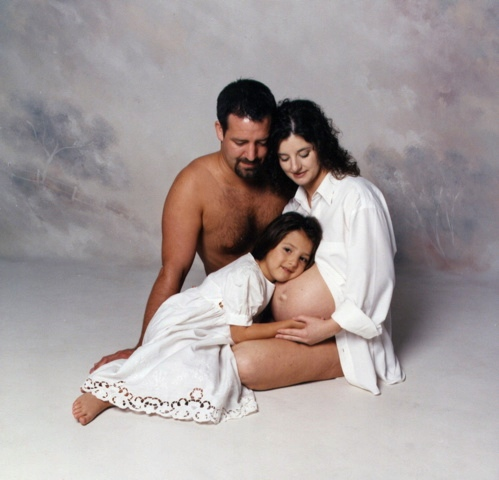
Familia humana

Después de la fecundación del  óvulo, llamado en ese momento cigoto, se presenta una serie de divisiones mitóticas, partes del desarrollo embrionario, culminando con la formación del embrión.
El embrión presenta tres capas germinales, llamadas ectodermo, endodermo y mesodermo de las cuales se originarán los distintos órganos del cuerpo.

### Reproducción animal
Se distinguen cuatro grupos:
- Ovulíparos: la ovuliparidad es un tipo de oviparidad, un proceso de reproducción sexual por el que tanto la fecundación del cigoto —unión de los gametos masculino y femenino— como el desarrollo del embrión se produce en el medio exterior, fuera del aparato urogenital de la hembra.  Las hembras depositan óvulos en un medio y los machos depositan espermatozoides sobre ellos (fecundación externa). Requieren de un medio acuático. Se da en anfibios y peces óseos.
- Ovíparos: el macho introduce los espermatozoides dentro de la hembra (fecundación interna) una vez fecundada esta deposita huevos con cáscara dura que protegen al embrión. Se da en algunos peces cartilaginosos, reptiles, aves y dos mamíferos: el equidna y el ornitorrinco.
- Ovovivíparos: la fecundación es interna y el embrión es encerrado en un huevo dentro del cuerpo de la madre con el que no intercambia sustancias. Cuando el embrión está desarrollado el huevo se rompe y la hembra pare a la cría, o deposita el huevo poco antes de que la cría salga de él. Se da en tiburones y serpientes.
- Vivíparos: la fecundación es interna y la cría se desarrolla dentro del cuerpo de la madre intercambiando sustancias. Se da en la mayoría de los mamíferos, incluido el ser humano.

## Ventajas y desventajas de reproducción asexual y sexual
Los organismos que se reproducen mediante reproducción asexual suelen aumentar su número de manera exponencial. Sin embargo, como la variación se produce por mutaciones en su ADN, todos los miembros de la especie tienen vulnerabilidades similares. Los organismos que se reproducen sexualmente producen un menor número de crías, pero la gran cantidad de variación que presentan sus genes los hace menos susceptibles a las enfermedades.
Muchos organismos se reproducen sexualmente y asexualmente. Encontramos ejemplos en los áfidos, los hongos deslizantes, las anémonas de mar, algunas especies de estrellas de mar (por fragmentación) y muchas plantas. Cuando los factores ambientales son favorables, la reproducción asexual se utiliza para explotar las condiciones adecuadas para la supervivencia, como un suministro abundante de alimentos, resguardo adecuado, condiciones climáticas favorables, pH óptimo o una combinación adecuada de otras necesidades para su estilo de vida. Las poblaciones de estos organismos aumentan de manera exponencial mediante estrategias de reproducción asexual para aprovechar al máximo la abundancia de recursos.
Cuando las fuentes de alimento se han agotado, el clima se vuelve hostil o la supervivencia individual se ve amenazada por algún otro cambio adverso en las condiciones de vida, estos organismos cambian hacia formas de reproducción sexual. La reproducción sexual garantiza una mezcla de la reserva genética de la especie. Las variaciones encontradas en las crías de las especies que se reproducen sexualmente permite a algunos individuos estar más preparados para la supervivencia y les proporciona un mecanismo para la adaptación selectiva. Además, la reproducción sexual, en general, es útil en una etapa de la vida que requiere soportar las condiciones que amenazan los hijos de un progenitor asexual. Por lo tanto, esporas, huevos, pupas, quistes u otras etapas para "pasar el invierno" de la reproducción sexual aseguran la supervivencia cuando los tiempos no son favorables y el organismo puede.

## Estrategias
Hay una amplia gama de estrategias reproductivas empleadas por diferentes especies. Algunos animales, como el alcatraz humano y del norte, no alcanzan la madurez sexual durante muchos años después del nacimiento e incluso entonces producen pocas crías. Otros se reproducen rápidamente; pero, en circunstancias normales, la mayoría de las crías no sobreviven hasta la edad adulta. Por ejemplo, un conejo (madura después de 8 meses) puede producir de 10 a 30 crías por año, y una mosca de la fruta (madura después de 10 a 14 días) puede producir hasta 900 crías por año. Estas dos estrategias principales se conocen como selección K (poca descendencia) y selección r (muchas crías). La estrategia que se ve favorecida por la evolución depende de una variedad de circunstancias. Los animales con pocas crías pueden dedicar más recursos a la crianza y protección de cada descendencia individual, reduciendo así la necesidad de muchas crías. Por otro lado, los animales con muchas crías pueden dedicar menos recursos a cada descendencia individual; para este tipo de animales es común que muchas crías mueran poco después del nacimiento, pero suficientes individuos suelen sobrevivir para mantener la población. Algunos organismos como las abejas melíferas y las moscas de la fruta retienen esperma en un proceso llamado almacenamiento de esperma, aumentando así la duración de su fertilidad.
Los animales hacen uso de una variedad de modos de reproducción para producir sus crías. Tradicionalmente esta variedad se clasificaba en tres modos: oviparidad (embriones en huevos), viviparidad (joven nacido vivo) y ovoviviparidad (intermedia entre los dos primeros).
Sin embargo, cada uno de esos llamados modos tradicionales cubrió una amplia gama de diversas estrategias reproductivas. En consecuencia, el biólogo Thierry Lodé ha propuesto cinco modos de reproducción basados en la relación entre el cigoto (el óvulo fertilizado) y los padres. Sus modos revisados son la ovuliparidad, con fertilización externa; la oviparidad, con fertilización interna de óvulos grandes que contienen una yema nutritiva sustancial; la ovo-viviparidad, es decir, la oviparidad donde los cigotos se retienen durante un tiempo en el cuerpo de un padre, pero sin ningún tipo de alimentación por parte del padre; la viviparidad histótrofa, donde los cigotos se desarrollan en los oviductos de la hembra, pero se alimentan de otros tejidos; y la viviparidad hemotrófica, donde los embriones en desarrollo son alimentados por la madre, a menudo a través de una placenta.

### Otros tipos
- Los animales policíclicos se reproducen intermitentemente a lo largo de su vida.
- Los organismos semelparos se reproducen solo una vez en su vida, como las plantas anuales (incluidos todos los cultivos de cereales) y ciertas especies de salmón, araña, bambú y planta del siglo. A menudo, mueren poco después de la reproducción. Esto a menudo se asocia con los estrategas r.
- Los organismos íparos producen descendencia en ciclos sucesivos (por ejemplo, anuales o estacionales), como plantas perennes. Los animales Iteroparos sobreviven durante múltiples estaciones (o cambios periódicos de condición). Esto está más asociado con los estrategas K.

## Vida sin reproducción
La existencia de vida sin reproducción es objeto de algunas especulaciones. El estudio biológico de cómo el origen de la vida produjo organismos reproductores a partir de elementos no reproductores se llama abiogénesis. Ya sea que haya o no varios eventos abiogenéticos independientes, los biólogos creen que el último antepasado universal de toda la vida presente en la Tierra vivió hace unos 4.250 millones de años.
Los científicos han especulado sobre la posibilidad de crear vida no reproductiva en el laboratorio. Varios científicos han tenido éxito en la producción de virus simples a partir de materiales totalmente no vivos. Al ser nada más que un poco de ARN o ADN en una cápsula de proteína, no tienen metabolismo y solo pueden replicarse con la ayuda de la maquinaria metabólica de una célula secuestrada.
La producción de un organismo verdaderamente vivo (por ejemplo, una bacteria simple) sin antepasados sería una tarea mucho más compleja, pero bien puede ser posible hasta cierto punto según el conocimiento biológico actual. Un genoma sintético se ha transferido a una bacteria existente donde reemplazó al ADN nativo, lo que resulta en la producción artificial de un nuevo organismo M. mycoides.
Hay cierto debate dentro de la comunidad científica sobre si esta célula se puede considerar completamente sintética sobre la base de que el genoma sintetizado químicamente era una copia casi 1:1 de un genoma natural y, la célula receptora era una bacteria natural. El Instituto Craig Venter mantiene el término "célula bacteriana sintética", pero también aclaran "...no consideramos que esto sea "crear vida desde cero", sino que estamos creando nueva vida a partir de la vida ya existente utilizando ADN sintético". Venter planea patentar sus células experimentales, afirmando que "son invenciones bastante claramente humanas".  Sus creadores sugieren que construir una "vida sintética" permitiría a los investigadores aprender sobre la vida construyéndola, en lugar de destrozándola. También proponen estirar los límites entre la vida y las máquinas hasta que las dos se superpongan para producir "organismos verdaderamente programables". Los investigadores involucrados afirmaron que la creación de "verdadera vida bioquímica sintética" está relativamente cerca del alcance de la tecnología actual y es barata en comparación con el esfuerzo necesario para colocar al hombre en la Luna.

## Principio de lotería
La reproducción sexual tiene muchos inconvenientes, ya que requiere mucha más energía que la reproducción asexual y desvía a los organismos de otras actividades, y hay algún argumento sobre por qué tantas especies la usan. George C. Williams usó boletos de lotería como analogía en una explicación para el uso generalizado de la reproducción sexual. Argumentó que la reproducción asexual, que produce poca o ninguna variedad genética en la descendencia, era como comprar muchos boletos que todos tienen el mismo número, limitando la posibilidad de "ganar", es decir, producir descendencia sobreviviente. La reproducción sexual, argumentó, era como comprar menos boletos, pero con una mayor variedad de números y, por lo tanto, una mayor probabilidad de éxito. El punto de esta analogía es que, dado que la reproducción asexual no produce variaciones genéticas, hay poca capacidad para adaptarse rápidamente a un entorno cambiante. El principio de lotería es menos aceptado en estos días debido a la evidencia de que la reproducción asexual es más prevalente en entornos inestables, lo contrario de lo que predice.

## Reproducción y dinámica de la población
Aunque las dos modalidades son muy diferentes, la reproducción sexual y asexual generalmente producen un mayor número de descendientes que el número de padres, compensando así la incapacidad de los individuos para sobrevivir a los desafíos que impone el medio ambiente. Dentro de un ciclo biológico que presupone la sucesión de varias generaciones, pueden ocurrir eventos reproductivos (que generalmente corresponden a la reproducción sexual) en los que el número de descendientes es menor que el de los padres. Eventos de este tipo se encuentran, por ejemplo, en los pulgones, en los que la multiplicación se confía a la reproducción por partenogénesis, mientras que con el apareamiento.de dos individuos de diferente sexo (anfigónico) se produce un acto de fecundación que conduce a la formación de un óvulo. En estos casos, la reproducción tiene como finalidad permitir la supervivencia de la especie a una condición ambiental desfavorable o explotar la variabilidad genética, derivada de la recombinación genética asociada a la sexualidad, dentro de una población en la que la multiplicación se basa fundamentalmente en la reproducción asexual.
En un ecosistema en equilibrio el tamaño de la población de una determinada especie permanece constante, sin embargo en algunas especies puede haber fluctuaciones poblacionales a corto o mediano plazo, fundamentalmente por el tipo de estrategia adoptada en la dinámica poblacional:

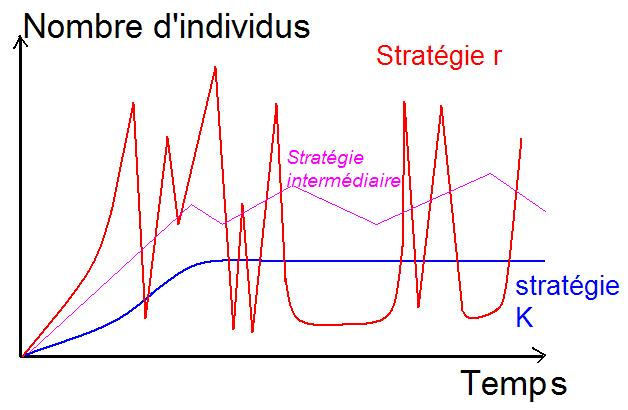
Curvas de crecimiento poblacional.

- las especies con reproducción basada en la estrategia r (potencial biótico) alternan fases de crecimiento exponencial con otras de colapso poblacional determinadas por la resistencia del medio (aumento de la población de antagonistas, competencia intraespecífica de alimentos, aumento de enfermedades, etc.);
- las especies con reproducción basada en la estrategia K (capacidad de carga del sistema) tienen una dinámica más estable incluso en el corto plazo, ya que el número de descendientes, neto de mortalidad, permanece sustancialmente sin cambios de generación en generación.

En la estrategia r, típica de plantas, microorganismos, hongos y la mayoría de animales (especialmente invertebrados), se invierte energía en producir una gran cantidad de gametos y cigotos; por el impacto con el medio ambiente habrá una alta mortalidad, pero el número de descendientes que sobreviven y alcanzan la madurez sexual es tan alto, en términos absolutos, que permite incluso fases temporales de crecimiento exponencial. En la estrategia K, típica de la mayoría de aves y mamíferos, la energía se invierte en el desarrollo y la supervivencia de un solo individuo: en estas especies tanto la tasa de reproducción como la tasa de mortalidad son relativamente bajas y la población muestra una estabilidad sustancial en equilibrio con el ecosistema.